# Robert J. Wynne

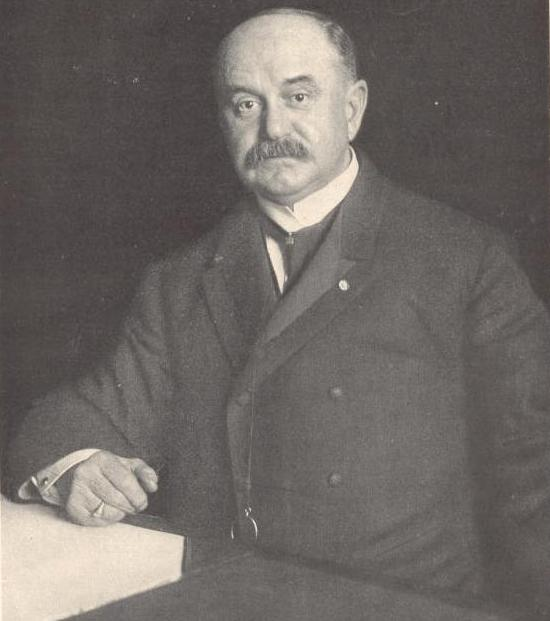
Robert J. Wynne

Robert John Wynne (* 18. November 1851 in New York City; † 11. März 1922 in Washington, D.C.) war ein US-amerikanischer Politiker (Republikanische Partei), der im Kabinett von Präsident Theodore Roosevelt das Amt des US-Postministers bekleidete.
Robert Wynne verlor seinen Vater schon in jungen Jahren. So musste er für den Unterhalt der Familie sorgen und fand eine Anstellung in einem Telegrafenbüro. In diesem Beruf stieg er mit der Zeit auf und brachte es schließlich zum Chief telegraph operator bei der Atlantic and Pacific Telegraph Company. Später zog er nach Washington, um als Telegraf für die Cincinnati Gazette zu arbeiten.
Erste Berührungspunkte mit der Politik gab es 1891, als Robert Wynne der persönliche Sekretär von US-Finanzminister Charles Foster wurde, für den er bis zum Ende der Präsidentschaft von Benjamin Harrison im Jahr 1893 tätig war. Im Anschluss kehrte er zunächst in die Zeitungsbranche zurück.
Im Jahr 1902 wurde Wynne schließlich Regierungsmitglied. Er wurde zum stellvertretenden Postmaster General ernannt, ehe er 1904 nach dem Tod von Henry C. Payne zum Minister im Kabinett Roosevelt aufstieg. Er füllte diesen Posten bis 1905 aus; nach dem Ende der ersten Amtsperiode von Präsident Roosevelt berief dieser Wynne zum Konsul der Vereinigten Staaten in Großbritannien. Dies blieb er bis 1909.